# Tiki-taka

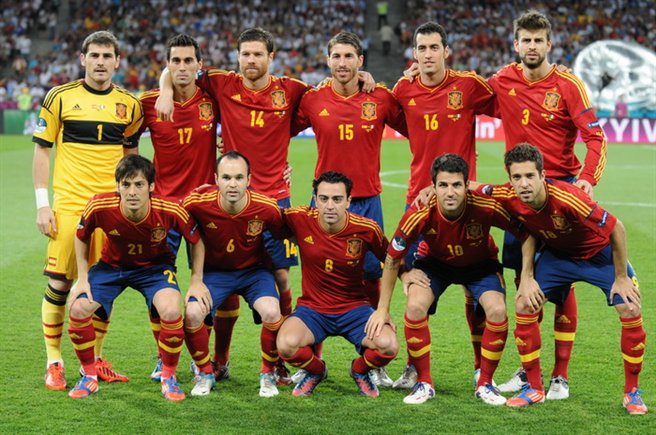
La nazionale spagnola prima della finale del campionato europeo 2012

Con il termine tiki-taka (tiqui-taca in spagnolo) si indica uno stile di gioco del calcio nato e diffuso prevalentemente in Spagna, caratterizzato da una lunga serie di passaggi ravvicinati, ad altezza ridotta e svolti con estrema calma e precisione, in modo da imporre il proprio possesso di palla per la maggior parte della durata della partita.
Lo scopo è diminuire le chance e il tempo a disposizione dell'avversario per impostare azioni offensive, mentre si costringe quest'ultimo a stancarsi inseguendo la sfera. Per questo motivo in tale schema di gioco il possesso palla è mantenuto con molta pazienza principalmente per vie orizzontali, mentre le verticalizzazioni sono limitate soltanto ai momenti in cui capita di riuscire a trovare nitidi spazi tra le linee; questi ultimi sono facilitati poiché l'avversario che subisce il tiki-taka è obbligato a rimanere in fase difensiva e di attesa per un lasso di tempo molto più lungo del solito, quindi ha statisticamente più possibilità di commettere un errore o semplicemente di distrarsi.

## Storia
L'espressione tiki-taka è stata coniata e resa popolare dal giornalista spagnolo Andrés Montes, il quale, durante il commento del campionato del mondo 2006 per La Sexta, descrivendo il calcio praticato dalla nazionale spagnola di Luis Aragonés, disse: "Estamos tocando tiqui-taca tiqui-taca". L'origine della frase è probabilmente di natura onomatopeica, riproducendo il suono del pallone passato a breve distanza tra i giocatori.
Il principale utilizzatore di tale stile di gioco, nonché uno dei primi, è riconosciuto essere Josep Guardiola, il quale, da allenatore del Barcellona, grazie a giocatori fisicamente piccoli ma molto agili e tecnici, come Pedro, Xavi, Andrés Iniesta, Cesc Fàbregas e Lionel Messi, riusciva a mantenere a lungo il possesso del pallone, con l'intento di monopolizzare il gioco e poi ripartire quando l'avversario si stancava di correre e di pressare, commettendo di conseguenza il primo errore. Il tecnico catalano, estremizzando il concetto di possesso della palla, non lo sfruttò solo come un semplice modo per finalizzare, ma anzi lo utilizzò soprattutto come metodo per difendere; infatti l'essere sempre padroni del pallone, oltre a sfiancare gli avversari obbligandoli a tentare continuamente di accaparrarsi la palla senza successo, era principalmente un modo per ridurre enormemente il numero di azioni utili che questi ultimi potevano avere a disposizione.

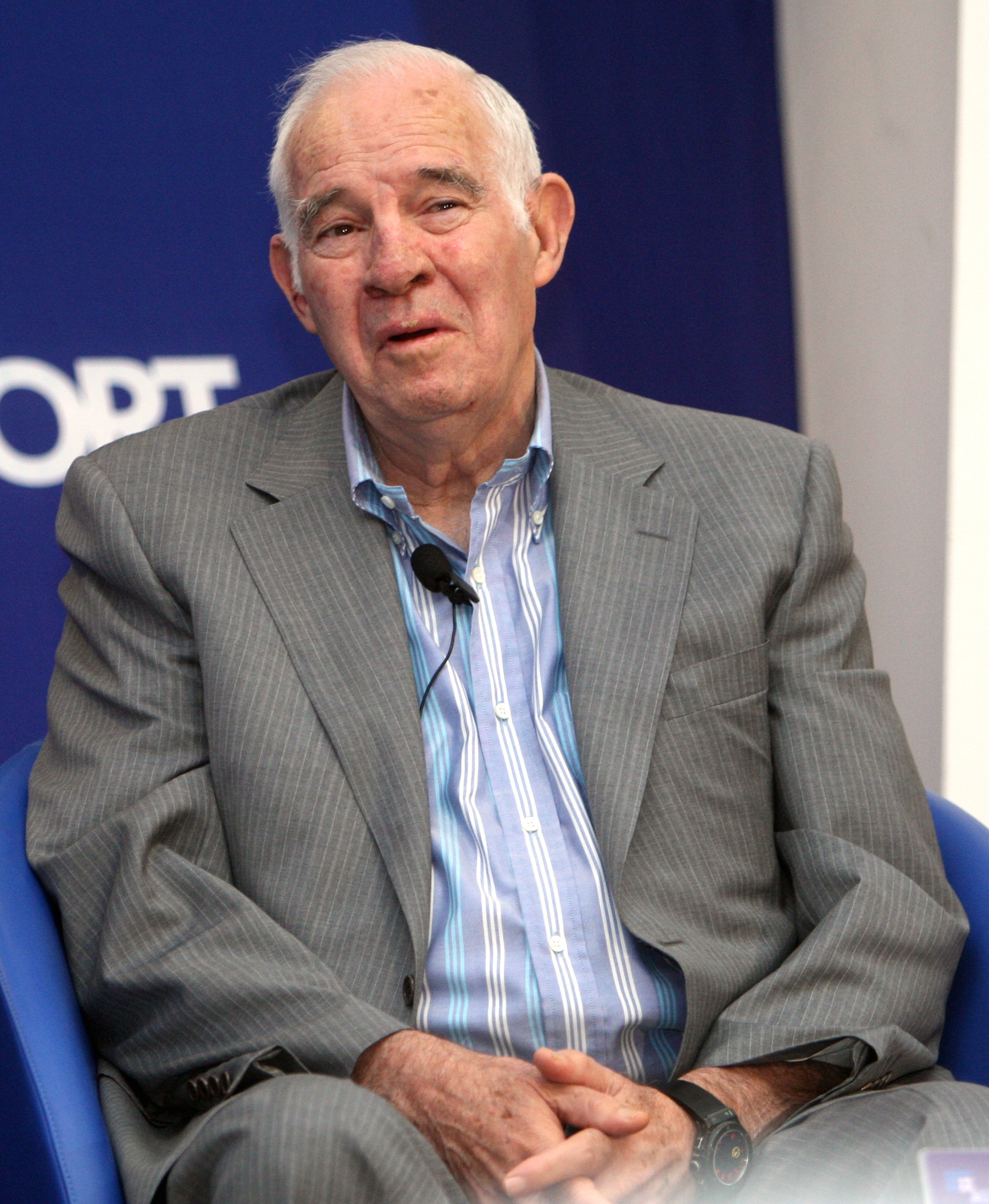
Luis Aragonés

Raphael Honigstein descrive il tiki-taka svolto dalla squadra nazionale spagnola nel campionato del mondo 2010 come "uno stile radicale che si è evoluto velocemente nel corso di soli quattro anni e che all'inizio derivava dalla decisione della Spagna nel 2006 di approfondire questo tipo di gioco poiché consapevoli di non avere il fisico sufficiente per competere contro gli avversari muscolari, così di conseguenza decisero di concentrarsi sulla monopolizzazione del pallone".

### Differenze tratiki-takae calcio totale
Il tiki-taka viene spesso considerato l'evoluzione latina del calcio totale olandese sviluppato da Rinus Michels. La differenza più evidente di questi due schemi di gioco è che, mentre il "calcio totale" è basato su una completa mobilità e libertà dei giocatori in campo, grazie anche alla loro potenza fisica, il tiki-taka invece si adatta alla natura "fine" del calcio spagnolo. Di conseguenza, per sopperire a questa carenza fisica, il gioco viene incentrato su transizioni lente, passaggi corti e possesso costante del pallone, tutto ciò per limitare il tempo a disposizione che può avere l'avversario per creare azioni, obbligando quindi quest'ultimo a fare pressing costante con conseguente dispendio di energia.
Secondo Raphael Honigstein, il tiki-taka è "un'importante evoluzione del calcio totale ma se ne differenzia principalmente perché si concentra sui continui movimenti rasoterra del pallone piuttosto che dei giocatori. Controllare la palla con calma per lungo tempo significa infatti controllare anche l'avversario, poiché quest'ultimo è impossibilitato a giocare".

## Tattica e tecnica
(Xavi)
Il tiki-taka è stato descritto come "stile di gioco basato sulla monopolizzazione del pallone e fatto di continui passaggi corti eseguiti senza nessun apparente senso e senza aver nessuna fretta di concludere l'azione", "un tipo di gioco finalizzato a rallentare il ritmo della partita attraverso ragnatele di pazienti passaggi rasoterra apparentemente sterili, ma volti a far correre a vuoto l'avversario costretto a fare pressing, in modo tale da stancarlo e di conseguenza ad avere maggiori possibilità di trovare varchi e spazi tra le linee; soltanto a quel punto si decide di concludere l'azione".
Appare quindi evidente che l'avversario che subisce il possesso palla ha statisticamente più possibilità di distrarsi o commettere un qualsiasi errore, poiché è costretto a rimanere schierato esclusivamente in fase difensiva per un lasso di tempo maggiore del solito. Lo stile coinvolge continui scambi di posizione tra i centrocampisti, tra i difensori e tra gli attaccanti; infatti il tiki-taka è stile del calcio che comprende "sia la difesa, sia l'attacco in ugual misura" poiché la squadra che lo adotta, essendo sempre in possesso del pallone, non ha alcun bisogno di passare da un orientamento di difesa ad uno di attacco.
Il tiki-taka viene considerato l'antitesi del calcio fisico ed è associato sia a "talento", "agilità", "creatività", "pazienza" e "tocco", sia a "lento", "estremo", "senza direzione" e "che sacrifica l'efficacia per l'estetica".

## Importanza nel calcio moderno
(Ángel Cappa)
Segnato dai numerosi trionfi del Barcellona e della nazionale spagnola, questo tipo di gioco rappresenta una svolta rispetto agli stili di gioco delle squadre che hanno dominato la scena negli anni novanta. Il tiki-taka segna infatti un ritorno al passato di questo sport, caratterizzato da meno fisicità sia nelle marcature difensive sia negli scontri a centrocampo. Dal momento che nel tiki-taka il modo principale di difendersi è il possesso palla, i difensori non vengono impiegati solo per marcare gli avversari ma devono possedere buona tecnica e visione di gioco (dato che l'azione inizia sempre dalle retrovie) qualità importanti anche nei centrocampisti, spesso utilizzati in difesa. Due esempi sono Javier Mascherano e Sergio Busquets, quest'ultimo in grado di ricoprire più posizioni. Il centrocampo presenta agilità e capacità di inserimento: Xavi, Andrés Iniesta e Thiago Alcántara sono esempi di giocatori integratisi perfettamente in questo meccanismo. Nel tiki-taka l'aspetto fisico ed agonistico del calcio viene ridimensionato, determinando un'inversione di tendenza rispetto alle mode del passato: il catenaccio italiano e il "calcio all'inglese" basato su lotta, palla lunga e contrasti. Il tiki-taka consente di difendersi semplicemente tenendo palla e non marcando gli avversari, obbligando l'altra squadra a correre a vuoto per tentare di conquistare il pallone. 
L'avvento di questo tipo di gioco ha trovato un valido alleato nell'introduzione di nuove regole da parte della FIFA, con l'obiettivo di tutelare la salute fisica dei calciatori più talentuosi: tutto ciò, a differenza degli anni '90, ha portato ad una maggiore severità arbitrale nei confronti di falli e scorrettezze. Queste nuove regole tendono a tutelare i giocatori fisicamente meno imponenti ma più agili e tecnici ed hanno favorito l'ascesa del tiki-taka.

## Il calcio senza prime punte
(Josep Guardiola)

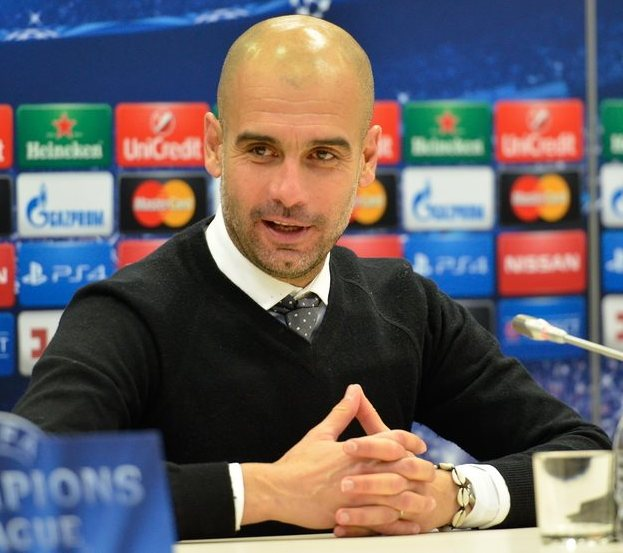
L'allenatore Josep Guardiola, principale utilizzatore del tiki-taka, soprattutto nella sua variante senza punte

Un'evidente conseguenza del tiki-taka, ascrivibile alla sua stessa natura tattica, è la frequente rinuncia, parziale o assoluta, a giocatori nel ruolo di centravanti. Costituendo un punto di riferimento per la difesa avversaria, la prima punta viene sostituita dal cosiddetto falso nueve ("falso nove" in spagnolo), ovvero da un giocatore (spesso un centrocampista oppure una seconda punta) abile sia nella finalizzazione che nella rifinitura. Il calciatore deputato alla posizione svaria sull'intero fronte offensivo, favorendo anche l'inserimento in attacco dei suoi compagni di squadra.
Tale concetto affonda però le sue radici storiche in un periodo antecedente, tanto che già nella prima metà degli anni Duemila un accorgimento simile venne usato da Luciano Spalletti, che da allenatore della Roma schierò Francesco Totti nel teorico ruolo di prima punta. L'idea è stata poi ripresa in vari moduli, principalmente nel 4-2-3-1. Relativamente al panorama spagnolo, l'etichetta di falso nueve è stata spesso applicata al numero dieci del Barcellona dell'epoca, l'argentino Lionel Messi.